# المهرج كراستي
المهرج كراستي هو شخصية خيالية في المسلسل الأمريكي ذا سيمبسونز، يؤدي صوته الممثل الأمريكي دان كاستلانيتا.